# Nordlig rödrock
Nordlig rödrock (Ampedus suecicus) är en skalbaggsart som beskrevs av Mary E. Palm 1976. Nordlig rödrock ingår i släktet Ampedus, och familjen knäppare. Enligt den svenska rödlistan är arten sårbar i Sverige. Arten förekommer i Götaland, Svealand, Nedre Norrland och Övre Norrland. Artens livsmiljö är skogslandskap.